# Drudenhaus
Drudenhaus è il secondo album del gruppo musicale francese degli Anorexia Nervosa, pubblicato nel 2000 dall'etichetta discografica Osmose Productions.
Questo disco segna la svolta verso il genere black metal.

## Tracce
1. A Doleful Night in Thelema – 4:57
2. The Drudenhaus Anthem – 5:13
3. God Bless the Hustler – 4:35
4. Enter the Church of Fornication – 5:33
5. Tragedia Decadencia – 6:30
6. Divine White Light of a Cumming Decadence – 4:32
7. Dirge & Requiem for My Sister Whore – 4:17
8. Das Ist Zum Erschiessen Schon – 5:00
9. The Red Archromance – 5:59